# Єпархія Комана Понтіка
Єпархія Команів Понтійських (лат.: Dioecesis Comanena Pontica) — закритий престол Константинопольського патріархату та титульний престол католицької церкви.

## Історія
Комани Понтійські, руїни якої розташовані поблизу Гюменека в сучасній Туреччині, є стародавнім єпископським престолом римської провінції Понтус Полемоніако в цивільній єпархії Понта. Вона входила до Константинопольського патріархату і була суфраганкою Неокесаріїйської архієпархії. Місце знаходження задокументовано в Notitiae Episcopatuum патріархату до ХІІ століття.
Римський мартиролог, датований 11 серпня, згадує святого мученика Александра, філософа, наверненого в християнство, який зі смирення сповідував професію вугільника і якого святитель Григорій величав посланий єпископом до Комани. Той же Мартиролог згадує 22 травня святого Василіска, який, за словами Палладія Галатського, був єпископом Команським і зазнав мученицької смерті в Никомидії за часів імператора Максиміна Дая.
Про цю стародавню візантійську кафедру відомо кілька єпископів, четверо з яких, Елпідій, Протимій, Іоан I і Феодор , брали участь у Вселенських соборах свого часу. До них додаються: Петро, який у 458 році підписав лист єпископів Понтійського Полемонії до імператора Лева після вбивства Александрійського патріарха Протерія. ; Орміза, якого близько 460 р. було звинувачено в розслідуванні священика Лампета, засудженого синодом, проведеним Аліпієм Кесарійським; і Іоан II, який підписав лист митрополита Неокесарійського Стіліана проти Константинопольського патріарха Фотія, адресований Папі Стефану V. Сфрагістика повернула ім’я іншого єпископа Комани, Феодосія, який жив між Х і ХІ століттями.
З ХІХ століття Комани Понтійські зараховується до титульних єпископських престолів Католицької Церкви; місце було вакантним з 31 січня 1969 року.

## Хронотаксис

### Грецькі єпископи
- Святий Александр † (близько 248 - близько 250 помер)
- Святий Василіск † (? - близько 312 помер)
- Елпідій † (згадується в 325 р.)
- Протимій  ? † (згадується в 431 р.)
- Петро † (згадується в 458 р.)
- Орміза † (згадується близько 460 р.)
- Іоан I † (згадується 680 р.)
- Теодор † (згадка 787 р.)
- Іоан II ? † (згадується 891 р.)
- Феодосій ? † (близько Х-ХІ ст.)

### Титулярні єпископи
Хронотаксис Комани Вірменської також включає деяких єпископів цієї кафедри, оскільки в наведених джерелах ці два хронотакси не відрізняються.
- Беніто Ласкано і Кастільо † (19 жовтня 1830 — 11 липня 1836 призначений єпископом Кордови)
- Джон Вільям Кемплінг, MHM † (помер 13 травня 1925 - 23 вересня 1961)
- Вісенте Фелісімо Майя Гусман † (29 листопада 1963 — 31 січня 1969 призначений єпископом Мачали)

## Зовнішні посилання
- (англ.) La sede titolare su Catholic Hierarchy
- (англ.) La sede titolare su GCatholic